# Malaysian Juniors 2013
Das Malaysian Juniors 2013 als bedeutendstes internationales Nachwuchsturnier von Malaysia im Badminton fand vom 10. bis zum 15. September 2013 in Kuala Lumpur statt.

## Sieger und Platzierte
| Disziplin    | Gold                      | Silber                           | Bronze                       |
| ------------ | ------------------------- | -------------------------------- | ---------------------------- |
| Herreneinzel | Choi Sol-gyu              | Soo Teck Zhi                     | Heo Kwang-hee                |
| Herreneinzel | Choi Sol-gyu              | Soo Teck Zhi                     | Jeon Hyeok-jin               |
| Dameneinzel  | He Bingjiao               | Kim Hyo-min                      | Qin Jinjing                  |
| Dameneinzel  | He Bingjiao               | Kim Hyo-min                      | Dong Wenjing                 |
| Herrendoppel | Kim Jae-hwan Kim Jung-ho  | Devadas Darren Isaac Ong Yew Sin | Choi Jong-woo Seo Seung-jae  |
| Herrendoppel | Kim Jae-hwan Kim Jung-ho  | Devadas Darren Isaac Ong Yew Sin | Jeon Hyeok-jin Heo Kwang-hee |
| Damendoppel  | Kim Hye-rin Lee Sun-min   | Kim Ji-won Chae Yoo-jung         | Goh Yea Ching Peck Yen Wei   |
| Damendoppel  | Kim Hye-rin Lee Sun-min   | Kim Ji-won Chae Yoo-jung         | Lee Min-ji Ryu Young-seo     |
| Mixed        | Seo Seung-jae Lee Sun-min | Choi Sol-gyu Chae Yoo-jung       | Kim Jae-hwan Kim Hye-rin     |
| Mixed        | Seo Seung-jae Lee Sun-min | Choi Sol-gyu Chae Yoo-jung       | Kim Jung-ho Kim Ji-won       |